# Picking Peaches

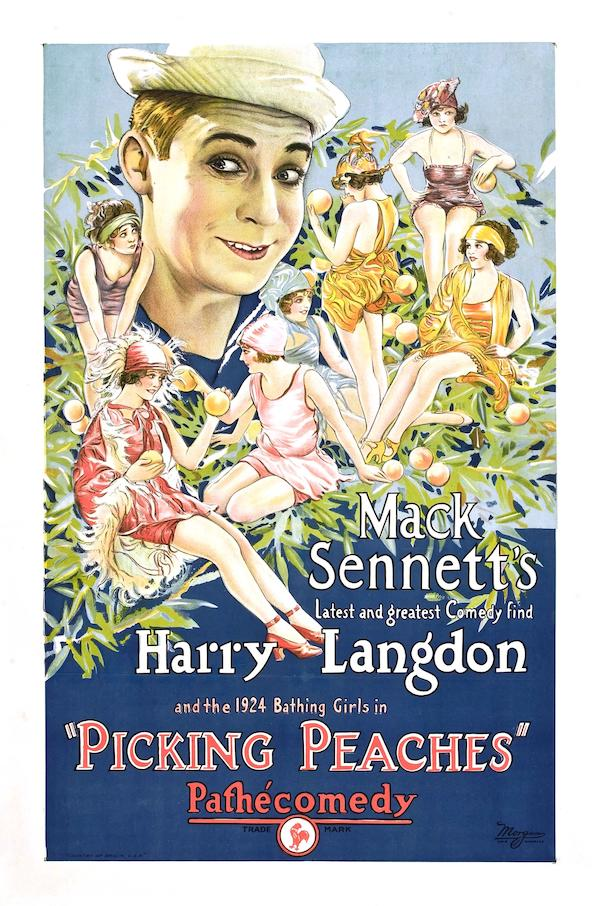
Affiche du film.

Picking Peaches est un film américain réalisé par Erle C. Kenton et produit par Mack Sennett, sorti en 1924.

## Fiche technique
- Réalisation : Erle C. Kenton
- Scénario : Pinto Colvig
- Titres : John A. Waldron[1]
- Producteur : Mack Sennett
- Photographie : George Spear
- Distributeur : Pathé Exchange
- Format : Court métrage en noir et blanc
- Son : Muet
- Genre : Comédie
- Durée : 2 bobines[2]
- Date de sortie : 
  - États-Unis : 2 février 1924

## Distribution
- Harry Langdon : Harry, The Shoe Clerk
- Vernon Dent : un vendeur de chaussures
- Irene Lentz : Irene, la femme du vendeur
- Alberta Vaughn : la femme de Harry
- Ethel Teare : un ami de la femme de HarryElsie Tarron, l'artiste des films de Mack Sennett
- Dot Farley : la cliente

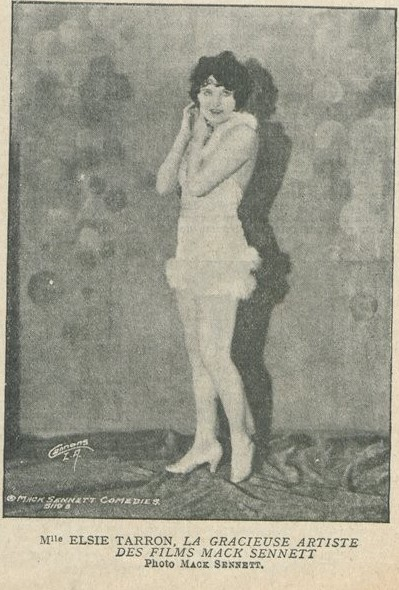
Elsie Tarron, l'artiste des films de Mack Sennett

- Kewpie Morgan : Detective et mari de la cliente
- Andy Clyde : Nearsighted Customer (non crédité)
- Alice Day : secrétaire (non crédité)
- Marceline Day : Bathing Beauty
- Mary Akin : Bathing Beauty (non crédité)
- Jack Cooper : Beauty Contest Emcee (non crédité)
- Dorothy Dorr : Bathing Beauty (non crédité)
- Cecille Evans : Contestant Who Makes Bad Dive (non crédité)
- Evelyn Francisco : Bathing Beauty (non crédité)
- Eugenia Gilbert : Bathing Beauty (non crédité)
- Thelma Hill : Contestant with Blackened Tooth (non crédité)
- Si Jenks : Beauty Contestant Scorekeeper (non crédité )
- Roger Moore : Beauty Contestant Spectator (non crédité)
- Leo Sulky : Fashion Show Judge (non crédité)
- Elsie Tarron : Bathing Beauty (non crédité)
- Gladys Tennyson : Bathing Beauty (non crédité)
- Tiny Ward : Angry Man in Dressing Gown (non crédité)
- Hazel Williams : Bathing Beauty (non crédité)